# Stuttgarter Schule (Architektur)

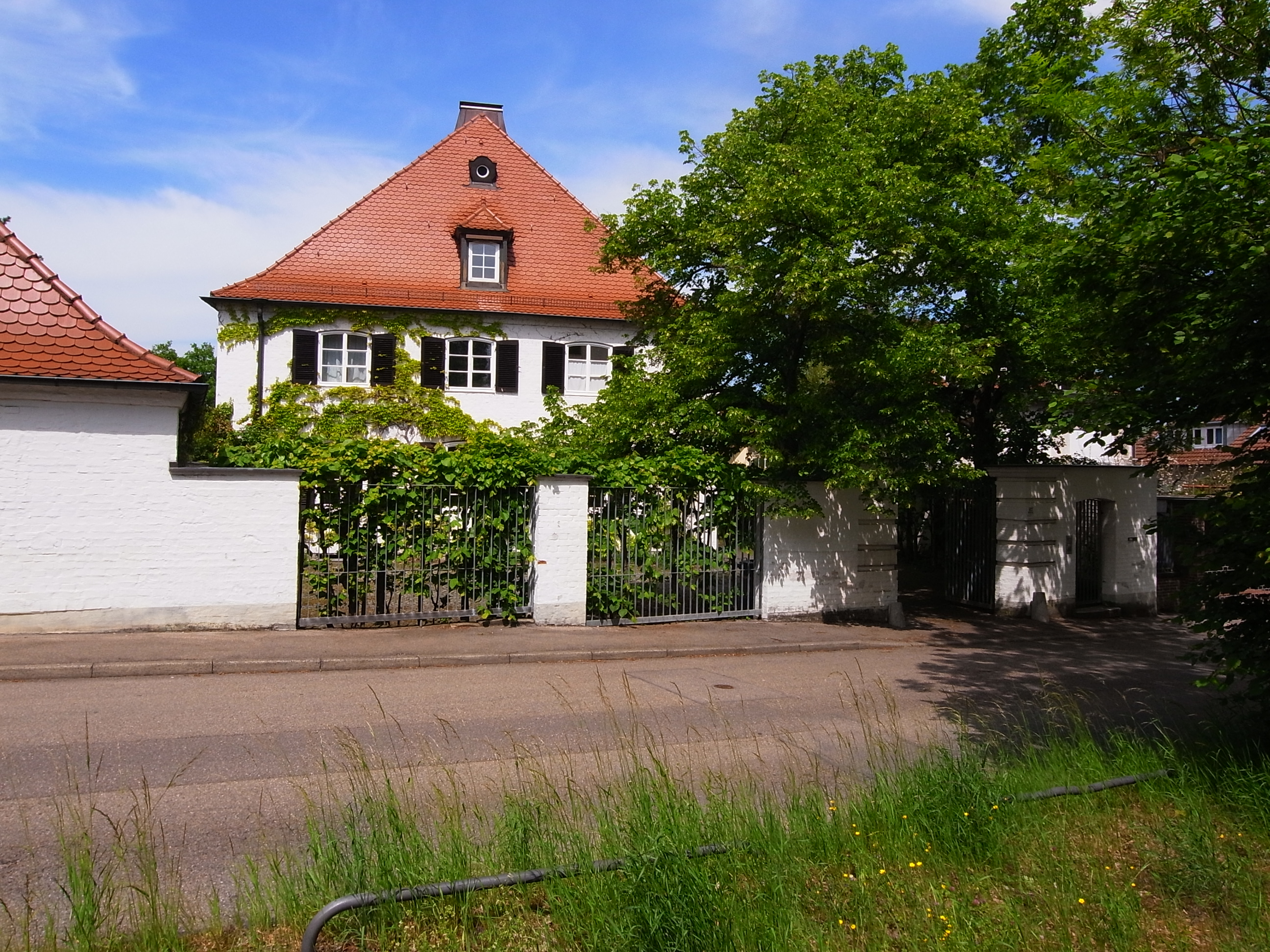
Villa Zerweck 1925/26 von Paul Schmitthenner

Als Stuttgarter Schule werden Stilrichtungen in der Architektur bezeichnet, die von der Architekturabteilung der Technischen Hochschule Stuttgart gelehrt und vertreten wurden.

## Entwicklungsgeschichte

### Die erste Stuttgarter Schule
Die „erste“ Stuttgarter Schule ist verwandt mit der niederländischen Delfter Schule, die zur Architekturströmung des Traditionalismus gezählt wird.
Die bekanntesten Vertreter der „ersten“ Stuttgarter Schule zwischen den beiden Weltkriegen waren Paul Schmitthenner, ab 1918 Professor für Baukonstruktion und Entwerfen, Paul Bonatz, bekannt durch seine Entwürfe für den Stuttgarter Hauptbahnhof und die Staustufen am Neckar, sowie der Städtebauer Heinz Wetzel. Wilhelm Tiedje, Martin Elsaesser, Carl Kersten und Hugo Keuerleber werden ihr ebenfalls zugeordnet.
Diese Schule verwarf den Historismus, vertrat aber trotzdem eine klassisch und konservativ geprägte Bauweise. Die Gestalt eines Bauwerks sollte aus der Konstruktion einer material- und werkgerechten Bauweise, ausgeführt in handwerklichen Traditionen und mit natürlichen Materialien, entstehen. Mit dem Architekturkonzept des Bauhauses konnten die Architekten sich nicht anfreunden, was sich beispielsweise in der heftigen Kritik an der Weißenhofsiedlung niederschlug. Als Gegenmodell zur Weißenhofsiedlung errichteten 1933 mehrere Mitglieder der Gruppe in Stuttgart die Kochenhofsiedlung.

### Die zweite Stuttgarter Schule

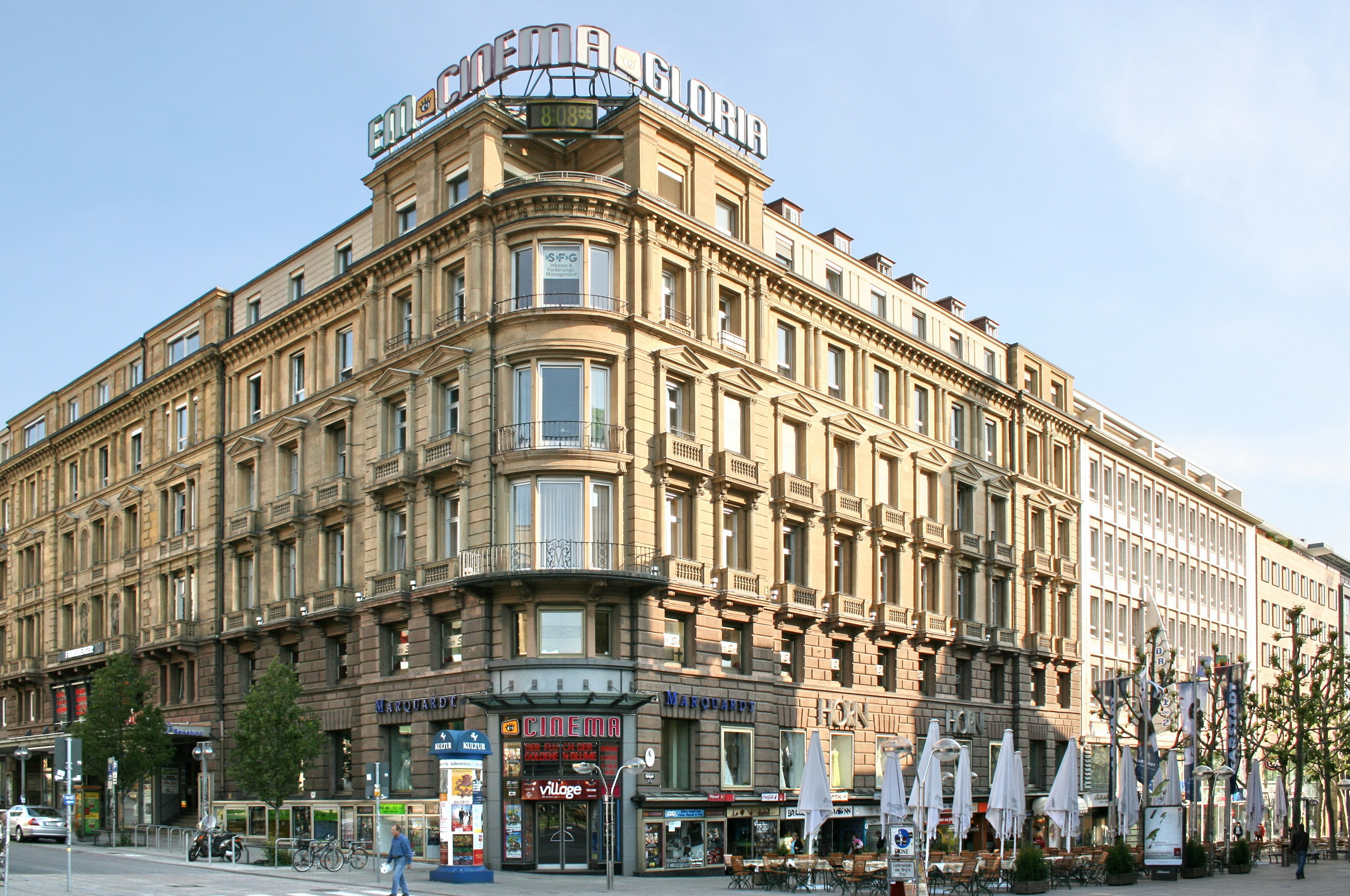
Wiederaufbau des Marquardtbaus 1947/48 von Werner Gabriel

Nach 1945 sprach man von der „zweiten“ Stuttgarter Schule, die von der Generation um Richard Döcker, Rolf Gutbrod, Rolf Gutbier und Ludwig Schweizer, später Hans Kammerer, Peter C. von Seidlein, Jürgen Joedicke und Klaus Humpert vertreten wurde. Die Biografien einiger Architekten der zweiten Stuttgarter Schule zeigen jedoch, dass Schülerschaft nicht bedeutet, die Tradition der Technischen Hochschule nahtlos fortzusetzen. Mit Hans Volkart, Rolf Gutbier (1903–1992), Werner Gabriel (1906–1998), Günter Wilhelm (1908–2004), Paul Stohrer und Rolf Gutbrod (1910–1999) finden sich Persönlichkeiten, die sich eigenständig behaupteten und später selbst in akademischer Weise in Stuttgart wirkten. Alle studierten an der Technischen Hochschule, waren Assistenten von Paul Bonatz oder arbeiteten in dessen Büro. Doch jeder dieser Baumeister definierte einen individuellen Weg für eine zweite Moderne in der Zeit nach 1945. Eindrucksvoll lässt sich diese Entwicklung im Werk von Hans Volkart nachvollziehen. Während seine frühen Bauten, wie die Hedelfinger Kreuzkirche von 1929, noch dem Neuen Bauen verpflichtet sind, greift er mit der Stuttgarter Universitätsbibliothek von 1961 erstmals auf US-amerikanische Vorbilder zurück: Offene Regale, Galeriegeschosse und ein freies Stützenraster sind den Bibliotheken aus Washington und Philadelphia entlehnt, die er während einer Forschungsreise besucht hatte. Mit dem Schauspielhaus am Eckensee in den Oberen Schlossgartenanlagen gelang ihm schließlich 1962 eine freie Formfindung mit wabenförmiger Grundfigur für das zweigeschossige Foyer mit Galerie. Auch im Spätwerk von Werner Gabriel ist das US-amerikanische Vorbild spürbar.